# 室女座37
室女座37，又名BD+03 2703，HD 111765、SAO 119633、HR 4878，是室女座的一颗恒星，视星等为6.02，位于銀經303.04，銀緯65.93，其B1900.0坐标为赤經12h 46m 31.4s，赤緯+3° 65.93′ 1″。